# Kassziterit
A kassziterit (ónkő) (képlete: SnO2) óntartalmú tetragonális kristályrendszerű ásvány, a III.Oxidok és hidroxidok ásványosztályban a rutilcsoport ásványegyüttese közé tartozik. Zömök dipiramisos és tűs kristályai gyakoriak. Előfordul rostos változatban is, ekkor fás ónnak nevezik. A legfontosabb ónérc. Innen a neve is: kassziterosz (κασσίτερος) görögül ónt jelent.

## Kémiai és fizikai tulajdonságai
- Képlete: SnO2.
- Szimmetriája: a tetragonális kristályrendszerben több szimmetriaelemet tartalmaznak kristályai.
- Sűrűsége: 6,8-7,1 g/cm³.
- Keménysége: 6,0 – 7,0 kemény ásvány (a Mohs-féle keménységi skála szerint).
- Hasadása: rosszul hasad.
- Törése:  félkagylósan, egyenetlenül törik.
- Színe:világossárgától a sötétfeketéig változik.
- Fénye: kristályai gyémánt vagy gyantafényűek.
- Átlátszósága: áttetsző vagy átlátszatlan.
- Pora:  világosbarna.
- Elméleti óntartalma:  78,8%.

## Keletkezése
Magas hőmérsékleten hidrotermásan telérekben keletkezik. Gyakran fordul elő másodlagosan torlatokban is. Előfordul kontakt metamorf kőzetekben is.
Hasonló ásványok: szfalerit, volframit, a gránátcsoport egyes tagjai.

## Előfordulása
Angliában Cornwall területén. Németországban a Harz hegység bányáiban. Olaszországban Livorno környékén és pegmatitosan a Comói-tó közelében. Az Amerikai Egyesült Államokban Maine szövetségi államban. Nagy ónérc telepek vannak Oroszország, Kína, Malajzia és Bolívia területén. 

## Előfordulásai Magyarországon
Magyarországon az Erdőbénye közelében emelkedő Mulató-hegy andezitjéből írták le mikroszkopikus méretű ritkaságként. Két környezetben figyelték meg pásztázó elektronmikroszkópos vizsgálatok alkalmával: a kőzet hólyagüregeiben előforduló magnetit-ilmenit összenövésekben piciny, gömbös kassziterit kristályhalmazokat találtak az ilmenit kristálylapjain, valamint kassziterit hintések fordulnak elő a karbonátos-agyagásványos kiválásokban (a sziderit repedéseit kitöltő anyagban és a szaponitot – korábbi nevén mauritzitet – cementáló anyagban).

## Kísérő ásványok
Kvarc, kalkopirit, turmalincsoport egyes ásványai.